# Siège de Landrecies (avril 1794)
Pour les articles homonymes, voir Siège de Landrecies.
Première Coalition
Batailles
Le siège de Landrecies se déroule du 17 au 30 avril 1794, lors de la campagne de printemps de 1794 en Flandre, dans le cadre de la guerre de la Première Coalition. Il s'agit d'une opération militaire menée par la veldleger (armée mobile) de l'armée des États généraux des Provinces-Unies (l'armée des États (en)), commandé par Guillaume Frédéric, prince d'Orange-Nassau, assisté par des forces auxiliaires de l'armée de l'empire autrichien, contre la forteresse de Landrecies, tenue par une garnison des troupes de la Première République française sous le général Henri Victor Roulland. La forteresse capitule le 30 avril 1794.

## Contexte
Dans la version modifiée du plan de campagne que les chefs militaires de la Coalition approuvent à La Haye au début d'avril, la prise de la forteresse de Landrecies est un objectif clé. L'armée mobile des États (qui n'avait pas été active depuis la bataille de Menin) est chargée de cet objectif . Landrecies avait longtemps été une ville disputée entre la France et les Pays-Bas des Habsbourg auxquels elle appartenait initialement. En 1543, la ville est prise par les Français qui repoussent une tentative de Charles Quint pour la reprendre, mais elle lui est restituée à la paix. En 1655, la ville est prise par les Français après un siège de courte durée, et ne revient pas aux Pays-Bas espagnols à la paix des Pyrénées de 1659. Vauban la dote ensuite d'une forteresse construite selon les dernières connaissances militaires, ce qui la rend imprenable lors de la Guerre de Hollande et de la guerre de Succession d'Espagne où le prince Eugène échoue en 1712 à la capturer.
Les armées de la coalition, sous le commandement suprême nominal de l'empereur d'Autriche François II et le commandement effectif du prince de Cobourg font face au printemps 1794 aux armées françaises du général Jean-Charles Pichegru. Les Français entrent en campagne au mois de mars, mais au début d'avril les forces de la coalition du théâtre d'opérations flamand étaient prêtes à lancer leur offensive. Le 17 avril, les Alliés attaquent sur un très large front. L'armée mobile néerlandaise atteint le glacis de la forteresse de Cambrai ce soir-là. Les colonnes du prince de Hesse-Darmstadt et du major-général Van der Duyn prennent Catillon-sur-Sambre, près de Landrecies, ce soir-là.

## Le siège
L'armée mobile néerlandaise (environ 16 000 hommes) est renforcée avec de l'infanterie autrichienne et des auxiliaires sous le commandement du major-général Baillet Latour et de l'artillerie autrichienne sous le général Kollowrat (environ 4 000 au total). Le 18 avril 1794 ce corps quitte son camp près de Cambrai et marche sur Landrecies. Le 19 est consacré à la préparation et le 20 avril trois colonnes se lancent à l'assaut de la forteresse. Deux colonnes passent par Fontaine-au-Bois et la Forêt de Mormal vers la Sambre, où elles prennent les villages de Hapegarde et Etoguis, et le camp armé de Preux-au-Bois )à portée des canons de la forteresse. Les Gardes suisses de la brigade du comte De Gumoëns et la brigade de Hesse-Darmstadt se distinguent dans ce combat,. La colonne centrale envahit les redoutes et demi-lunes de la forteresse extérieure. La garnison de la forteresse est contrainte de se retirer à l'intérieur de ses murs. Les pertes néerlandaises sont pour la journée de 23 officiers et 358 hommes de troupe.
L'armée mobile commence immédiatement à investir la forteresse. Les travaux commencent sur une ligne d'ouvrages de campagne en face de la forteresse, avec ses points de terminaison sur la Sambre, pour couper la forteresse de l'accès par voie terrestre. Deux batteries sont placées sur les principales voies d'approche de la ville, et le travail sur un second système de tranchées parallèles est préparé. Le Prince Héréditaire fait du château de Bousies son quartier général, et les auxiliaires autrichiens (Hongrois, Serbes et Croates), destinés à faire le travail de défrichage pour les retranchements, construisent un camp dans la forêt de Mormal. Après le 20 avril les préparatifs pour le bombardement prévu progressent lentement car l'armée mobile doit fournir des troupes pour les opérations des autres forces de la coalition qui s'assurent qu'aucune force de secours ne pourra venir débloquer la forteresse. 8 000 hommes quittent le siège pour le seul 22 avril.
Les forces de la coalition brisent une tentative de secours au combat de Villers-en-Cauchies. Des sorties de la garnison gênent également les travaux de siège.
Le 26 avril le stathouder, Guillaume V, le père du Prince Héréditaire, et capitaine général de l'armée des États, effectue une visite au camp des assiégeants. Au cours de cette visite, le fils ordonne une démonstration de l'artillerie, bien que tous les canons ne soient pas encore en place. Le stathouder est tellement impressionné qu'il décide de rester pour le reste du bombardement, et de faire un peu de « tourisme de siège ».
Les emplacements de canons sont achevés le 28 avril. Onze batteries avec un total de 48 canons (allant de 3 livres à 24 livres) et 18 mortiers (allant de 30 à 60 livres) sont en place. Ces canons tirent environ 14 000 projectiles pendant les trois jours du bombardement, qui commence le 28 avril. La dévastation de la forteresse et la ville est immense. À peine une maison reste intacte. Le front de l'attaque a été nivelé. Environ 2 000 personnes (militaires et civils) sont tuées. Mais les civils prennent part à la défense, organisés comme artilleurs bourgeois et ils résistent épaule contre épaule avec les bataillons de la Meuse et Moselle qui forment la garnison. Leurs femmes soignent les blessés et secourent les mourants. La ville devait recevoir collectivement la Légion d'Honneur pour sa bravoure.
Malgré les lourdes pertes le commandant de la garnison, le général Roulland, refuse d'abord les demandes répétées de se rendre, peut-être parce que les Français avaient lancé une dernière tentative désespérée pour soulager la forteresse le 27 avril, mais cette tentative échoue. Cependant, le bombardement exerce son influence sur le moral des troupes. Le 29 avril un ordre de sortie est refusé et Roulland convoque un conseil de guerre. Ce conseil lui demande d'envisager une reddition. La pression du Conseil ne cesse d'augmenter et le 30 avril Roulland cède. Il demande un cessez-le-feu aux Alliés. Celui-ci lui est immédiatement accordé, et est suivi par des négociations prolongées sur les termes de la capitulation. Les négociations sont menées par le quartier-maître général néerlandais Bentinck et le major-général autrichien Mack pour la coalition, et le général Roulland du côté français. Elles conduisent à une capitulation avec les honneurs de la garnison française le 30 avril. La garnison est réduite à 5 000 hommes qui sont envoyés comme prisonniers de guerre dans les Provinces-Unies. La forteresse est alors occupée par les régiments de gardes suisses et néerlandais.

## Séquelles
Le lendemain, l'empereur François et le stathouder passent en revue les troupes françaises vaincues défilant. Le Prince Héréditaire remet les clés de la ville à l'empereur à cette occasion.
Après la chute de Landrecies les Autrichiens ne bougent pas pendant onze jours. Ce n'est que le 12 mai que les opérations des forces combinées austro-néerlandaises reprennent près du Cateau-Cambrésis. Une occasion d'isoler Pichegru est cependant gâchée, en raison des hésitations de l'Empereur. Cela n'est pas de bon augure pour le reste de la campagne. Les Français reprennent en effet Landrecies le 19 juillet 1794 après un bref siège .
Le Prince Héréditaire fait apparemment une bonne impression sur l'Empereur. Lorsque le général Kaunitz le déçoit par sa conduite hésitante, l'Empereur le remplace par le Prince Héréditaire en mai 1794, donnant le commandement au Prince de toutes les forces néerlandaises et autrichiennes près de la Sambre.